# Tevatron
Tevatron je bio kružni akcelerator čestica (aktivan do 2011.) u Sjedinjenim Državama, u Fermijevoj nacionalnoj akceleratornoj laboratoriji (poznatoj i kao Fermilab), istočno od Batavije u državi Ilinois, i drugi je najveći sudarač čestica energije ikada izgrađen, posle Velikog hadronskog sudara (LHC) Evropske organizacije za nuklearna istraživanja (CERN) u blizini Ženeve, Švajcarska. Tevatron je bio sinhrotron koji je ubrzavao protone i antiprotone u 6,28 km (3,90 mi) dugom prstenu do energije do 1 TeV, te otuda i njegovo ime. Tevatron je završen 1983. godine po ceni od 120 miliona dolara, a značajna ulaganja u nadogradnju izvršena su u periodu 1983–2011.
Glavno dostignuće Tevatrona bilo je otkriće vršnog kvarka 1995. godine - poslednjeg fundamentalnog fermiona koji je predvideo Standardni model fizike elementarnih čestica. Dana 02. jula 2012, naučnici CDF i DØ kolajderskih eksperimentalnih timova pri Fermilabu objavili su rezultate analize oko 500 triliona sudara proizvedenih na tevatronskom sudaraču od 2001. godine, i otkrili da je postojanje pretpostavljenog Higsovog bozona vrlo verovatno sa verovatnoćom od samo 1 u 550 da su znaci nastali usled statističkih fluktuacija. Ti nalazi su potvrđeni dva dana kasnije kao tačni, sa verovatnoćom greške manjom od 1 u milion prema podacima iz LHC eksperimenata.
Tevatron je prestao sa radom 30. septembra 2011, zbog smanjenja budžeta i zbog završetka LHC-a, koji je započeo s radom početkom 2010, i daleko je snažniji (planirane energije su bile dva 7 TeV zraka na LHC u poređenju sa 1 TeV na Tevatronu). Glavni prsten Tevatrona verovatno će se ponovo koristiti u budućim eksperimentima, a njegove komponente mogu se preneti na druge akceleratore čestica.

## Istorija
Dana 1. decembra 1968. je postavljan kamen temeljac za linearni akcelerator (linac). Izgradnja kućišta za glavni akcelerator počela je 3. oktobra 1969. godine, kada je prvu lopatu zemlje bacio Robert R. Vilson, direktor NAL-a. Ovde je izgrađen Fermilabov glavni prsten obima 6,3 km.
Prvi snop od 200 MeV startovao je 1. decembra 1970. Pojačavač snopa prvih 8 GeV proizveden je 20. maja 1971. Dana 30. juna 1971, protonski snop je prvi put vođen kroz celokupni sistem akceleratora Nacionalne akceleratorske laboratorije, uključujući glavni prsten. Snop je bio ubrzan do samo 7 GeV. Tada je akcelerator za pobuđivanje uzeo 200 MeV protona iz Linaca i „pojačao” njihovu energiju na 8 milijardi elektron-volti. Zatim su oni ubrizgani u glavni akcelerator.
Iste godine pre završetka Glavnog prstena, Vilson je svedočio pred Zajedničkim komitetom za atomsku energiju 9. marta 1971. da je izvodivo da se dostigne veća energiju korišćenjem superprevodnih magneta. On je takođe predložio da se to može ostvariti koristići isti tunel kao i glavni prsten, a novi magneti bi bili postavljeni na istim lokacijama koje bi se pokretale paralelno sa postojećim magnetima Glavnog prstena. To je bilo polazište projekta Tevatron. Tevatron je bio u fazi istraživanja i razvoja između 1973. i 1979. godine, dok je ubrzanje na Glavnom prstenu i dalje usavršavano.
U nizu prekretnica 22. januara 1972. godine došlo je do porasta do 20 GeV, 4. februara do 53 GeV i 11. februara do 100 GeV. Dana 1. marta 1972. godine tadašnji NAL-ov akcelerator prvi put je ubrzao snop protona do svoje projektovane energije od 200 GeV. Do kraja 1973. NAL-ov akcelerator je rutinski radio na 300 GeV.
Dana 14. maja 1976. Fermilab je ubrzala svoje protone sve do 500 GeV. Ovo dostignuće pružilo je priliku za uvođenje nove energetske skale, teraelektronvolta (TeV), jednake 1000 GeV. Dana 17. juna iste godine, evropski superprotonski sinhrotronski akcelerator (SPS) postigao je inicijalni protočni protonski snop (bez ubrzavajuće radio-frekvencije) od samo 400 GeV.
Konvencionalni magnet Glavnog prstena je prestao sa radom 1981. radi postavljanja supravodljivih magneta ispod njega. Glavni prsten je nastavio da služi kao injektor za Tevatron sve dok glavni injektor nije dovršen zapadno od Glavnog prstena 2000. godine. „Energetski udvojivač”, kao što je tada bio poznato, proizveo je svoj prvi ubrzani snop - 512 GeV - 3. jula 1983.
Njegova inicijalna energija od 800 GeV postignuta je 16. februara 1984. Dana 21. oktobra 1986, ubrzanje na Tevatronu je povećano na 900 GeV, obezbeđujući prvi sudar protona-antiprotona na 1,8 TeV 30. novembra 1986.
„Glavni ubrizgavač”, koji je zamenio glavni prsten, bio je najznačajniji dodatak. On je izgrađen tokom šest godina počevši od 1993. godine po ceni od 290 miliona dolara. Tevatronski sudarač Run II započeo je sa radom 1. marta 2001. godine, nakon uspešnog završetka nadogradnje tog objekta. Od tada je snop mogao da isporuči energiju od 980 GeV.
Dana 16. jula 2004. godine, Tevatron je postigao nov vrhunac luminoznosti, oborivši rekord koji je prethodno imao CERN u starom evropskom presecajućim skladišnim prstenovima (ISR). Taj rekord Fermilaba je udvostručen 9. septembra 2006, zatim nešto više nego utrostručen 17. marta 2008, a na kraju je uvećan za faktor 4 u odnosu na prethodni rekord iz 2004. 16. aprila 2010 (do 4×1032 cm−2 s−1).
Tevatron je prestao sa radom 30. septembra 2011. godine. Krajem 2011. godine Veliki hadronski sudarač (LHC) u CERN-u postigao je luminoznost gotovo deset puta veću od Tevatronove (3,65 ×1033 cm−2 s−1) i energiju snopa od 3,5 TeV svaki (u upotrebi je od 18. marta 2010), što je već ~ 3,6 puta veća moć od Tevatrona (sa 0,98 TeV).

## Literatura
- Valery Lebedev, Vladimir Shiltsev, ур. (2014). Accelerator Physics at the Tevatron Collider. Particle Acceleration and Detection. Springer. ISBN 978-1-4939-0884-4. doi:10.1007/978-1-4939-0885-1.
- Giudice, G. F. (2010). A Zeptospace Odyssey: A Journey Into the Physics of the LHC. Oxford University Press. ISBN 978-0-19-958191-7. Архивирано из оригинала 1. 11. 2013. г. Приступљено 11. 8. 2013.
- Chris Quigg (februar 2008). „The coming revolutions in particle physics”. Scientific American. 298 (2): 38—45. Bibcode:2008SciAm.298b..46Q. doi:10.1038/scientificamerican0208-46.
- Shaaban Khalil (2003). „Search for supersymmetry at LHC”. Contemporary Physics. 44 (3): 193—201. Bibcode:2003ConPh..44..193K. doi:10.1080/0010751031000077378.
- Alexander Belyaev (2009). „Supersymmetry status and phenomenology at the Large Hadron Collider”. Pramana. 72 (1): 143—160. Bibcode:2009Prama..72..143B. doi:10.1007/s12043-009-0012-0.
- Lisa Randall (2002). „Extra Dimensions and Warped Geometries” (PDF). Science. 296 (5572): 1422—1427. Bibcode:2002Sci...296.1422R. PMID 12029124. doi:10.1126/science.1072567. Архивирано из оригинала (PDF) 07. 10. 2018. г. Приступљено 17. 08. 2020.
- Panagiota Kanti (2009). „Black Holes at the Large Hadron Collider”. Physics of Black Holes. Lecture Notes in Physics. 769. стр. 387—423. Bibcode:2009LNP...769..387K. ISBN 978-3-540-88459-0. arXiv:0802.2218 . doi:10.1007/978-3-540-88460-6_10.
- Aad, G.;  . (ATLAS Collaboration) (2010). „Observation of a Centrality-Dependent Dijet Asymmetry in Lead-Lead Collisions at √sNN = 2.76 TeV with the ATLAS detector at the LHC”. Physical Review Letters. 105 (25): 252303. Bibcode:2010PhRvL.105y2303A. PMID 21231581. arXiv:1011.6182 . doi:10.1103/PhysRevLett.105.252303 .
- Henley, E. M.; Ellis, S. D., ур. (2013). 100 Years of Subatomic Physics. World Scientific. ISBN 978-981-4425-80-3. doi:10.1142/8605.
- Stephen Myers (4. 10. 2013). „The Large Hadron Collider 2008-2013”. International Journal of Modern Physics A. 28 (25): 1330035—1—1330035—65. Bibcode:2013IJMPA..2830035M . doi:10.1142/S0217751X13300354 .
- John Poole (2004). „Beam Parameters and Definitions” (PDF). LHC Design Report.
- Toni Feder (2001). „CERN Grapples with LHC Cost Hike”. Physics Today. 54 (12): 21—22. Bibcode:2001PhT....54l..21F. doi:10.1063/1.1445534 .
- L. Rossi (2010). „Superconductivity: its role, its success and its setbacks in the Large Hadron Collider of CERN” (PDF). Superconductor Science and Technology. 23 (3): 034001. Bibcode:2010SuScT..23c4001R. doi:10.1088/0953-2048/23/3/034001.
- V. Khachatryan et al. (CMS collaboration) (2010). „Transverse momentum and pseudorapidity distributions of charged hadrons in pp collisions at √s = 0.9 and 2.36 TeV”. Journal of High Energy Physics. 2010 (2): 1—35. Bibcode:2010JHEP...02..041K. arXiv:1002.0621 . doi:10.1007/JHEP02(2010)041 .
- V. Khachatryan et al. (CMS collaboration) (2011). „Search for Microscopic Black Hole Signatures at the Large Hadron Collider”. Physics Letters B. 697 (5): 434—453. Bibcode:2011PhLB..697..434C. arXiv:1012.3375 . doi:10.1016/j.physletb.2011.02.032 .
- V. Khachatryan et al. (CMS collaboration) (2011). „Search for Supersymmetry in pp Collisions at 7 TeV in Events with Jets and Missing Transverse Energy”. Physics Letters B. 698 (3): 196—218. Bibcode:2011PhLB..698..196C. arXiv:1101.1628 . doi:10.1016/j.physletb.2011.03.021 .
- G. Aad et al. (ATLAS collaboration) (2011). „Search for supersymmetry using final states with one lepton, jets, and missing transverse momentum with the ATLAS detector in √s = 7 TeV pp”. Physical Review Letters. 106 (13): 131802. Bibcode:2011PhRvL.106m1802A. PMID 21517374. arXiv:1102.2357 . doi:10.1103/PhysRevLett.106.131802 .
- G. Aad et al. (ATLAS collaboration) (2011). „Search for squarks and gluinos using final states with jets and missing transverse momentum with the ATLAS detector in √s = 7 TeV proton-proton collisions”. Physics Letters B. 701 (2): 186—203. Bibcode:2011PhLB..701..186A. arXiv:1102.5290 . doi:10.1016/j.physletb.2011.05.061 .

## Spoljašnje veze
41° 49′ 55″ С; 88° 15′ 07″ З / 41.832° С; 88.252° З